# دیمیترو ژدانوف
دیمیترو ژدانوف (اوکراینی: Дмитро Миколайович Жданов؛ زادهٔ ۱۶ ژوئیهٔ ۱۹۹۶) بازیکن فوتبال اهل اوکراین است.
از باشگاه‌هایی که در آن بازی کرده‌است می‌توان به باشگاه فوتبال استال آلچفسک و باشگاه فوتبال زوریا لوهانسک اشاره کرد.